# Kreis Wongrowitz

Der Kreis Wongrowitz in den Grenzen von 1793 bis 1807

Der Kreis Wongrowitz in den Grenzen von 1887 bis 1919

Der Kreis Wongrowitz (bis 1875 Kreis Wongrowiec) war ein preußischer Landkreis, der in unterschiedlichen Abgrenzungen zwischen 1793 und 1919 bestand. Er gehörte zunächst zur Provinz Südpreußen und seit 1815 zum Regierungsbezirk Bromberg der Provinz Posen. Das ehemalige Kreisgebiet gehört heute zur polnischen Woiwodschaft Großpolen.

## Geschichte
Der Kreis Wongrowiec war zunächst ein Landkreis in der preußischen Provinz Südpreußen, die durch die Zweite Teilung Polens 1793 zu Preußen gekommen war. Durch den Frieden von Tilsit kam der Kreis Wongrowitz 1807 zum Herzogtum Warschau.
Nach dem Wiener Kongress am 15. Mai 1815 fiel der Kreis erneut an Preußen und wurde Teil des Regierungsbezirks Bromberg der Provinz Posen. Bei der ersten Kreisreform im Regierungsbezirk Bromberg am 1. Juli 1816 blieb der Kreis Wongrowiec unverändert.
Bei einer weiteren Kreisreform im Regierungsbezirk Bromberg gab der Kreis zum 1. Januar 1818 Gebiete an die Kreise Chodziesen, Gnesen, Mogilno und Schubin ab und erhielt im Gegenzug kleine Teile der Kreise Gnesen und Wirsitz. Sitz des Landratsamtes wurde die Stadt Wongrowiec.
Als Teil der Provinz Posen wurde der Kreis Wongrowiec am 18. Januar 1871 gleichzeitig Teil des neu gegründeten Deutschen Reichs, wogegen die polnischen Abgeordneten im neuen Reichstag am 1. April 1871 protestierten.
1875 wurden die Stadt und der Kreis Wongrowiec in Wongrowitz umbenannt.
Am 1. Oktober 1887 gab der Kreis die Stadt Janowiec Wielkopolski, den größten Teil des gleichnamigen Polizeidistrikts sowie fast den gesamten Polizeidistrikt Juncewo an den neugebildeten Kreis Znin ab.
Am 27. Dezember 1918 begann in der Provinz Posen der Großpolnische Aufstand der polnischen Bevölkerungsmehrheit gegen die deutsche Herrschaft. Am 30. Dezember 1918 war die Kreisstadt Wongrowitz unter polnischer Kontrolle.
Am 16. Februar 1919 beendete ein Waffenstillstand die polnisch-deutschen Kämpfe. Am 28. Juni 1919 trat die deutsche Regierung mit der Unterzeichnung des Versailler Vertrags den Kreis Wongrowitz auch offiziell an das neu gegründete Polen ab. Aus dem Kreis Wongrowitz wurde der polnische Powiat Wągrowiecki.

## Einwohnerentwicklung
| Jahr | Einwohner | Quelle |
| ---- | --------- | ------ |
| 1818 | 26.292    | [ 6 ]  |
| 1846 | 50.653    | [ 7 ]  |
| 1871 | 54.787    | [ 8 ]  |
|      |           |        |
| 1890 | 43.818    | [ 9 ]  |
| 1900 | 45.736    | [ 9 ]  |
| 1910 | 52.574    | [ 9 ]  |

Im Jahre 1890 waren von den Einwohnern nach damaliger Zählweise etwa 78 % Polen, 20 % Deutsche und 2 % Juden. Ein Teil der deutschen Einwohner verließ nach 1918 das Gebiet.

## Politik

### Landräte
- 1793–180200Friedrich Wilhelm von Zychlinski[10]
- 1802–180600Ignatius von Koszutski[10]
- 1816–182000von Niezychowski
- 1820–182400von Kisielnicki
- 1824–183600von Dembinski
- 1824–184800von der Recke
- 1848–185000Franz Reichert (kommissarisch)
- 1850–185100Rudolf Schoulz (* 1820) (kommissarisch)
- 1851–185900Greulich
- 1859–187300Eduard von Suchodolski (1804–1873)
- 1873–187700Arthur von Posadowsky-Wehner (1845–1932) (Freikonservative Partei)
- 1877–187800Konstantin von Dziembowski (1827–1890) (kommissarisch)
- 1878–188900Conrad Max von Unruh (1842–1921)
- 18890000000Waldemar von Lilienthal († 1892)
- 1889–189500Karl Miesitschek von Wischkau (1859–1937)
- 1895–189600Pierczynski
- 1896–190800Ernst Schreiber
- 1908–191900Adolf Dürr († 1945)
- 19190000000Ewert-Krzemieniewski (kommissarisch)

### Wahlen
Der Kreis Wongrowitz gehörte zusammen mit dem Kreis Gnesen zum Reichstagswahlkreis Bromberg 5. Der Wahlkreis wurde bei allen Reichstagswahlen von Kandidaten der Polnischen Fraktion gewonnen.

## Fläche
Der Kreis Wongrowitz hatte zuletzt eine Fläche von 1037 km².

## Städte und Gemeinden
Vor dem Ersten Weltkrieg umfasste der Kreis Wongrowitz die folgenden Städte und Landgemeinden:
| - Alt Panigrodz - Bärenbusch - Bartelsee - Biberfeld - Biniewo-Marlewo - Bismarcksaue - Blizyce - Bobrownik Kolonie - Bracholin - Briesen Hauland - Brüderhausen - Brzeskowo - Budziejewo - Bukowitz - Chawlodno - Chocischewo Hauland - Choyna - Czerlin - Czeschewo - Deutsch Briesen - Deutschfeld - Dobiejewo - Dombrowo - Eichhausen - Frauengarten - Friedrichsfelde - Gollantsch, Stadt - Gorzewo - Grabowo - Groß Golle - Groß Mirkowitz - Grünheim - Gruntowitz - Grzybowo - Hagenau - Hohenheim - Hohenpodlesche | - Hohenstein - Hohenwalden - Jabkowo - Jakubowo - Jankowo - Jaroschau - Jeziorki - Josephowo - Josephsthal - Kaisersaue - Kakulin - Kalischan Kolonie - Kamnitz - Kiedrowo - Kirchen Podlesche - Kirchen Popowo - Klein Golle - Klein Laskownica - Klein Mirkowitz - Klemkenhof - Kludsin - Kobyletz - Komorowo - Konary - Koninek - Kopaschin - Kozielsko - Krosno - Langendorf - Laziska - Lechlin, Dorf - Lechlin, Hauland - Lekno - Lengowo - Liebenau - Lopienno - Loschinietz | - Lukowo - Mietschisko, Stadt - Mietschisko Abbau - Mikolajewo - Miloslawitz - Mionza - Mokronos - Morakowo - Neugrund - Niedarzyn - Niemtschin - Nieswiastowice - Nowen - Ochodza - Panigrodz, Kolonie - Pawlowo bei Schokken - Plonskowo, Dorf - Plonskowo, Kolonie - Podjeziorze - Polnisch Briesen - Pomarzanki - Popowo, Kolonie - Potulin - Potulitz Hauland - Proberen - Prusietz - Przysieka Hauland - Przysieka, Dorf - Ratschkowo - Redgosch - Revier - Rgielsko - Ritscherheim - Rombschin - Roschkowko - Ruda kozlonka - Rudnitsch | - Ruhleben - Runowo Hauland - Runowo Hufen - Rybowo - Sarbia - Sarbka - Schokken, Stadt - Schreibersdorf - Schwanau - Sienno - Smolary - Smuschewo - Spiegel - Springberg - Srebnagora - Starenzyn - Steinrode - Stempuchowo - Stolenschin - Tarnowo - Tomschütz - Tonischewo - Turza - Waltersheim - Wapno - Werkowo - Wiatrowo Dorf - Wiatrowo Hauland - Wiegenau - Wiela - Wisniewo - Wongrowitz, Stadt - Zabitschin - Zbietka - Zelice |

Zum Kreis gehörten außerdem zahlreiche Gutsbezirke. Die Landgemeinden und Gutsbezirke waren zu Polizeidistrikten zusammengefasst. In der Zeit nach 1871 wurde eine Reihe von Ortsnamen eingedeutscht:
Biniewo-Marlewo → Jägersdorf (1911)
Blizyce → Blischütz (1906)
Budziejewo → Ruhstein (1910)
Chocischewo Hauland → Hochfeld (1901)
Czerlin → Scherlin (1910)
Dombrowo → Dornbrunn (1904)
Jakubowo → Welnatal (1910)
Kakulin → Alden (1901)
Loschinietz → Loschwitz (1907)
Mietschisko → Markstädt (1912)
Mikolajewo → Buschfelde (1905)
Niemtschin → Niehof (1909)
Pawlowko → Kornfeld (1912)
Potulitz Hauland → Wiesenfeld (1905)
Przysieka Hauland → Osten (1903/08)
Runowo Hauland → Blumenfelde (1905)
Wiatrowo Hauland → Eichwald (1903/08)
Wongrowiec → Wongrowitz (1875)